# Jason Batty
Jason Batty (23 de marzo de 1971 en Auckland) es un exfutbolista neozelandés que jugaba como arquero. Actualmente es el entrenador de arqueros del selección de futbol de Nueva Zelanda.
Durante su carrera jugó en varios clubes de Inglaterra, Irlanda, los Estados Unidos y Singapur, así como algunos clubes de Nueva Zelanda como el North Shore United, los New Zealand Knights y el Caversham AFC. Fue el arquero titular de Nueva Zelanda durante gran parte de la década de 1990.

## Carrera
Debutó en el Wroxham inglés en 1989, donde permaneció hasta 1994, cuando volvió a Nueva Zelanda para jugar en el North Shore United. En 1997 pasó al Albuquerque Geckos estadounidense, y comenzó a jugar en diversos clubes no más de un año. Entre los principales figuran el Bohemian, los New Zealand Knights y el Scunthorpe United. Se retiró en 2004 jugando para el Caversham AFC.

### Clubes
| Club                             | País           | Año         |
| -------------------------------- | -------------- | ----------- |
| Wroxham Football Club            | Inglaterra     | 1989 - 1994 |
| North Shore United               | Nueva Zelanda  | 1994 - 1997 |
| Albuquerque Geckos               | Estados Unidos | 1997 - 1998 |
| Bohemian Football Club           | Irlanda        | 1998 - 1999 |
| Geylang International            | Singapur       | 1999        |
| New Zealand Knights              | Nueva Zelanda  | 1999 - 2000 |
| Grimsby Town Football Club       | Inglaterra     | 2000 - 2001 |
| Scunthorpe United                | Inglaterra     | 2001        |
| Stalybridge Celtic Football Club | Inglaterra     | 2002        |
| California Golden Bears          | Estados Unidos | 2003        |
| Caversham AFC                    | Nueva Zelanda  | 2004        |

### Selección nacional
Representó por primera vez a Nueva Zelanda en un amistoso ante Singapur disputado el 21 de febrero de 1995. Desde entonces ganó dos ediciones de la Copa de las Naciones de la OFC, en 1998 y 2002 y representó a los All Whites en la Copa FIFA Confederaciones 1999 y 2003.

## Palmarés
| Título               | Club               | País          | Año  |
| -------------------- | ------------------ | ------------- | ---- |
| Liga Nacional        | North Shore United | Nueva Zelanda | 1994 |
| Copa de las Naciones | Selección nacional | Nueva Zelanda | 1998 |
| Copa de las Naciones | Selección nacional | Nueva Zelanda | 2002 |